# برص مروحي القدمين
برص أبو كف أو برص مروحي القدمين (باللاتينية: Ptyodactylus) (بالإنجليزية: Fan-toed Gecko)‏، هو نوع ينتمي إلى (فصيلة: Gekkonidae).

## أنواع مختارة
- برص أبو كف مصري (الاسم العلمي: Ptyodactylus hasselquistti)
- برص ابوكف ارقط (الاسم العلمي: Ptyodactylus guttatus)
- برص ابوكف صحراوي (الاسم العلمي: Ptyodactylus siphonorhina)
- برص أبو كف جنوبي (الاسم العلمي:  Ptyodactylus ragazzii)

## روابط خارجية
- زواحف المملكة العربية السعودية
- الزواحف والبرمائيات في مصر
- التنوع البيولوجي في مصر
- الحياة البرية في الإمارات
- التنوع الحيوي بالسلطنة
- دليل الحياة البرية في تونس
- متحف الزواحف في كلية علوم دمياط